# مارتی نوکسون
مارتی نوکسون (انگلیسی: Marti Noxon؛ زادهٔ ۲۵ اوت ۱۹۶۴) یک فیلم‌نامه‌نویس اهل ایالات متحده آمریکا است.